# Navigation Data Standard
Navigation Data Standard (以下NDSと表記)は自動車メーカーとサプライヤーで共同開発した標準化カーナビ向けデータベース用フォーマットである。NDS協会はドイツの公式団体で、自動車メーカー、車の部品メーカー、地図データサプライヤー、カーナビ及びカーナビ用アプリケーションサプライヤーが参加している。
NDS協会はカーナビの機種を問わず互換性を持つ標準データベースフォーマットを開発することを目的としている。NDS協会はデータベースの標準化を目指しているが、NDSを使うアプリケーションを標準化するものではない。データベースとアプリケーションを切り離すことによってエンドユーザーに多種多様なカーナビ製品を提供することができる。さらに、この相互運用性によってNDSデータベースは差分アップデート、不正使用防止、データサイズの削減ができる。
NDSデータベースを使った製品は2012年から出荷されている。

## ビジョンとゴール
NDS協会は自動車向け世界標準の地図を提供することをビジョンとしている。「世界標準」としてデータフォーマットは
- カーナビメーカー、地図サプライヤーを問わず製品に適用出来ること。
- カーナビの機種を問わず使用出来ること。
- 地図のアップデートが出来ること。
- 世界中どこの地図でも表現出来ること。
- 地域固有の仕様を取り入れられること。

「自動車向け」であるためには
- 自動車業界及びサプライヤーが協力して維持・開発出来ること。
- 地図に関する自動車固有の要件を満たすこと。
- カーナビ連携に関する最新技術をサポートすること。
- 幅広く導入・実装・適用出来る設計になっていること。

ビジョンを実現するためにNDS協会は下記の点を追及している。
- NDSフォーマットの迅速な拡張
- 使い勝手の良さと効率的な実装を訴求した全世界の自動車業界へのNDSフォーマット採用促進
- NDSフォーマットデータベース作成の自由さ
- NDS準拠の保証

NDSフォーマットの導入のサポートとゴールへの到達及び協会の発展のため、NDS協会はNDS用ツールの提供やサポートを行い、絶え間ない技術開発をしている。

## デザインモデル
NDSはSQLiteデータベースフォーマットを採用している。NDSのデータベースには複数のデータベース製品が含まれ、アップデートリージョン毎に分割されている。この構成は柔軟かつ一貫したバージョン管理を可能にしている。また、異なるベンダーのデータベースさえ１つのNDSデータベースに含めることができる。NDSデータベースはビルディング・ブロック、レベルなどで構成されていることが特長である。

### 製品データベース
データベースサプライヤーからリリースされたデータベースはそれぞれ固有のバージョン管理の仕組みがある。ゆえに他のデータベースに干渉することなく独立してアップデートすることができる。データベースには１つ以上のビルディング・ブロックがある。また、複数のアップデートリージョンで対象の地域をカバーすることも可能である。（例：TomTom社製 Europe basic navigation）

### アップデートリージョン
アップデートリージョンはデータベースのアップデートを管理するために存在している。アップデートリージョンが存在することによって、対象地域のインクリメンタル・アップデートや部分的なアップデートが可能になる。(例：前述の“Europe basic navigation”はアップデートする地域が分かれている。)

### ビルディング・ブロック

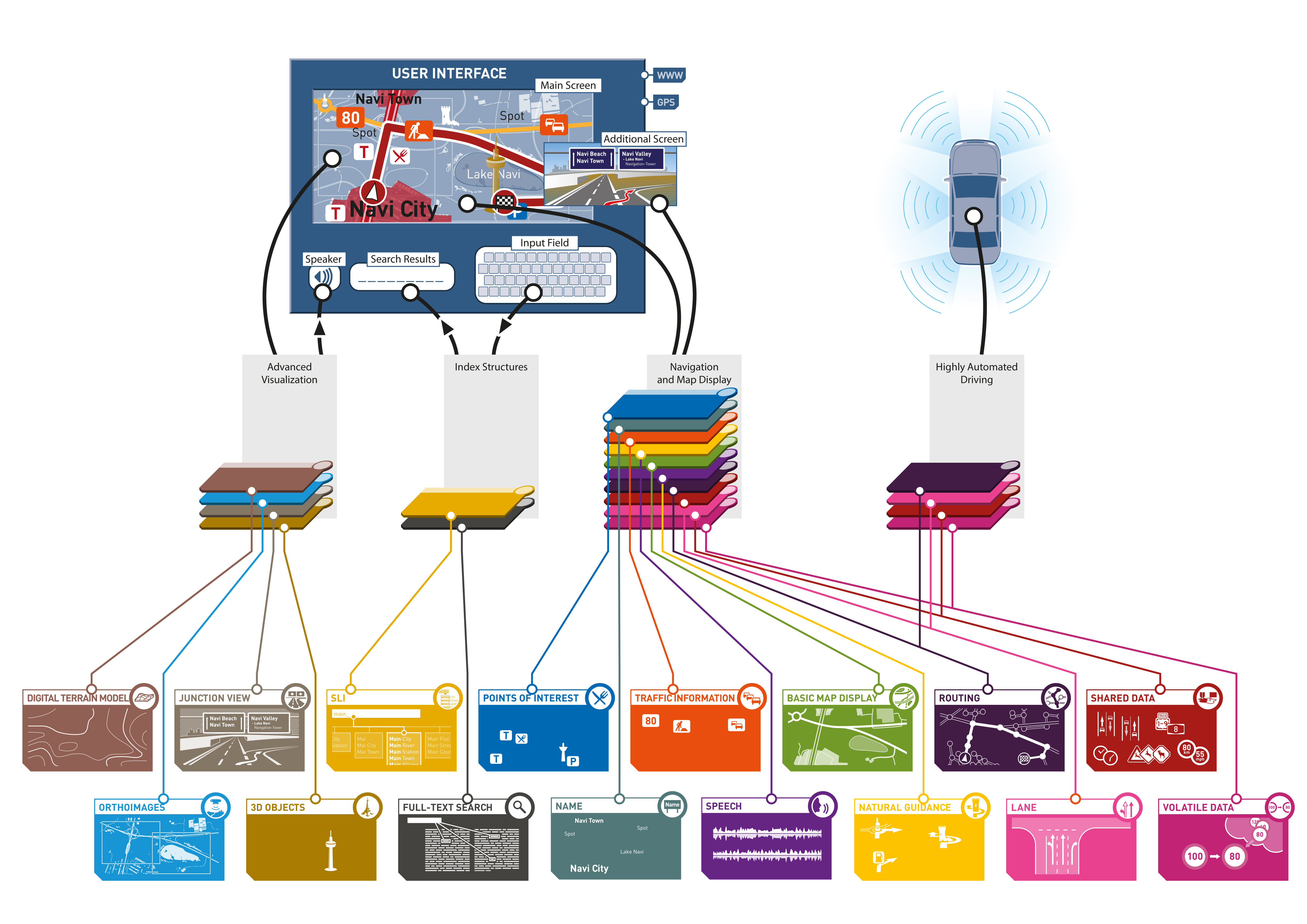
NDS ビルディング・ブロック

NDSに格納されるナビ用のデータは規定されたビルディング・ブロックに格納される。それぞれのビルディング・ブロックは住所検索、経路探索、地図表示を行うのための名称など機能ごとに分けられている。ナビとしての機能を満たすために複数のビルディング・ブロックから抽出・集計したデータを取り出すことがある。(例: 経路計算した結果を地図に表示する時)
アップデートリージョンは複数のビルディング・ブロックを含むことがある。複数のアップデートリージョンを持つデータベースにおいては、同種のビルディング・ブロックを使うことがある。(例: ヨーロッパのデータベース製品においてドイツとフランスのアップデートリージョンでBasic Map Display building blockを使うケース)

## ツールとドキュメント
NDS協会ではデータベース構造に関するそれぞれの仕様変更要求のドキュメント化と、ドキュメントのアップデートをしている。また、NDS協会メンバーが利用できる開発ツール、テストツールを提供している。
- NDS SQLite reference engine
- Relational DataScript (RDS tool): JavaとC++からデータベースアクセスをするためのコードジェネレーター
- テストベンチ: 詳細なテスト項目と NDSの仕様に基づいてデータベースがNDS準拠であることをテストするツール
- 調査モジュール: 実機で動作するNDSデータベースをテストするためのフレームワーク

## 参加組織
NDS協会は2008年にドイツで公式な団体として設立された(ドイツ語: “Eingetragener Verein”)。NDSは定款に基づいて運営されている。
2016年12月時点で32団体が参加している 。
- Aisin AW Co. Ltd
- Alpine Electronics Inc.
- Autonavi Software Co. Ltd.
- Baidu Online Network Technology (Beijing) Co. Ltd.
- BMW AG
- Clarion Co. Ltd.
- Daimler AG
- DENSO Corporation
- Elektrobit Automotive GmbH
- Garmin Würzburg GmbH
- Harman Becker Automotive Systems GmbH
- HERE Germany GmbH & Co. KG
- Hyundai Motor Company
- Increment P Corporation
- Mappers Co. Ltd.
- Mitsubishi Electric Automotive Europe B.V.
- Mxnavi (Shenyang MXNavi Co. Ltd.)
- NavInfo Co. Ltd
- Navis-Automotive Systems, Inc.
- Neusoft Technologies Solution GmbH
- Nissan Motor Co., Ltd.
- NNG Software Developing and Commercial LLC
- Panasonic Automotive Systems Europe GmbH
- Preh Car Connect GmbH
- Robert Bosch Car Multimedia GmbH
- Telenav, Inc.
- TomTom Navigation B.V
- Toyota Mapmaster Incorporated
- Volkswagen AG
- Volvo Car Corporation
- Wuhan Kotei Informatics Co. Ltd
- Zenrin Co. Ltd

NDSのメンバーは参画企業と分科会によって構成されている。NDSメンバーは分科会の代表者を推薦･選出している。 NDS分科会は下記の通り。
- 審議会: NDS参画企業の代表者
- 全体会議 (GA): 全てのNDSメンバーが参加している。GAはすべての分科会活動の管理と予算計画、参加運営費の承認をしている。
- 運営委員会 (SC): マネジメント関連議題を担当
- 技術委員会 (TC): 技術関連議題を担当
- NDS ワーキンググループス (WG): 地図フォーマット開発、自動ドライブ、クラウドナビゲーション等の特定の技術トピックを扱うグループ
- 検証･認定委員会: 検証ツール開発のコーディネートや準拠認証関連事項を担当